# Miguel Herrero y Rodríguez de Miñón
Miguel Herrero y Rodríguez de Miñón (Madrid, 18 de juny de 1940) és un polític i jurista espanyol, que va ser un dels set Pares de l'actual Constitució espanyola. Va ser magistrat del Tribunal Constitucional d'Andorra entre 2001 i 2009 a designació del bisbe d'Urgell.

## Biografia
Va estudiar dret a Madrid, on, segons diu a les Memorias de estío, va passar per "més estudiós que estudiant". Després de llicenciar-se el 1961, es va doctorar el 1965 amb una tesi sobre el dret constitucional sorgit després de la descolonització. Va completar la seva formació a Oxford, a París i a Lovaina, on es va llicenciar en filosofia el 1968. Lletrat del Consell d'Estat d'Espanya des de 1966, molt aviat va començar a col·laborar en la premsa –Ya, Informaciones-, difonent les seves idees sobre el que hauria de ser la transició democràtica a la mort de Francisco Franco.
Secretari General Tècnic del Ministeri de Justícia, va col·laborar de manera molt activa en la primera amnistia (1976), en la Llei per a la Reforma Política i en la primera normativa electoral de la democràcia. Va participar en l'elaboració de la Constitució de 1978 i va ocupar el càrrec de portaveu en el Congrés dels diputats, tant del partit del Govern (UCD) com de l'oposició (AP). Va ser diputat d'UCD de 1977 a 1981, i d'AP i del PP el 1982, 1986 i 1989. El 1987 va optar a la Presidència d'Aliança Popular, però va ser derrotat per Antonio Hernández Mancha.
La seva dilatada carrera professional inclou els llocs de conseller del Banc Exterior d'Espanya, vicepresident de la Comissió Jurídica, de l'Assemblea Consultiva del Consell d'Europa (1979-1982) i vicepresident de la Comissió Política de l'Assemblea de l'Atlàntic Nord, òrgan del que va formar part de 1983 a 1993. A més, ha estat membre de la Comissió Trilateral. Ha rebut el Premi Blanquerna de la Generalitat de Catalunya i el Premi Sabino Arana de l'any 1998 i el 2000 va rebre la Creu de Sant Jordi.
En l'actualitat manté certa presència en la vida pública. Assidu col·laborador de la Universitat Internacional Menéndez Pelayo, és membre de la Reial Acadèmia de Ciències Morals i Polítiques des del 9 d'abril de 1991. Estudiós del dret constitucional i les relacions internacionals, ha publicat nombrosos treballs, col·labora assíduament en premsa i ràdio, i exerceix també com advocat i consultor. Participà, des de 1998 fins a 2009, un cop a la setmana en la Tertulia de sabios junt a Santiago Carrillo, exsecretari general del Partit Comunista d'Espanya i Pere Portabella en el programa La Ventana de la Cadena SER.

## Obres
- El principio monárquico (1971)
- Idea de los derechos históricos (1991)
- Memorias de estío (1993)
- Derechos históricos y Constitución (1998)
- 20 años después. La constitución cara al siglo XXI (1998)